# Гольц, Наталья Юрьевна
Наталья Юрьевна Гольц (22 августа 1985, Мончегорск, СССР) — российская спортсменка, борец вольного стиля, чемпионка Европы, призёр чемпионатов мира.

## Биография
Родилась в 1985 году в Мончегорске. В 2002 году завоевала бронзовую медаль чемпионата мира. В 2003 году стала чемпионкой Европы и бронзовой призёркой чемпионата мира, в 2005 году повторила этот результат. В 2006 году вновь выиграла чемпионат Европы. В 2007 году опять стала чемпионкой Европы и бронзовой призёркой чемпионата мира. В 2008 году снова выиграла чемпионат Европы, а на чемпионате мира завоевала серебряную медаль, однако на Олимпийских играх в Пекине оказалась лишь 8-й. В 2010 году стала серебряной призёркой чемпионата Европы. В 2014 году завоевала бронзовую медаль чемпионата мира.